# Barkowo (Człuchów)
Barkowo (deutsch Barkenfelde) ist ein Dorf in der Woiwodschaft Pommern in Polen. Es gehört zur Gmina Człuchów (Gemeinde Schlochau) im Powiat  Człuchowski (Schlochauer Kreis).

## Geschichte
Der Schlochauer Komtur Johann von Barkenfelde legte das Dorf Barkenfelde laut „einer am 3. Februar 1347 in lateinischer Sprache redigierten Urkunde nach deutschem Recht an.“
Barkenfelde gehörte zwischen 1818 und 1945 zum preußischen Landkreis Schlochau. Damit lag das Dorf in dem Teil von Westpreußen, der nach dem Ersten Weltkrieg im Deutschen Reich verblieb und zur Grenzmark Posen-Westpreußen kam sowie von 1938 bis 1945 zur Provinz Pommern gehörte. Heute liegt das ehemalige Kreisgebiet in der polnischen Woiwodschaft Pommern.
Die evangelische Kirchengemeinde Barkenfelde war ab 1892 zunächst Filialgemeinde (Vikariat) von Elsenau und erlangte im Jahre 1903 Selbständigkeit.

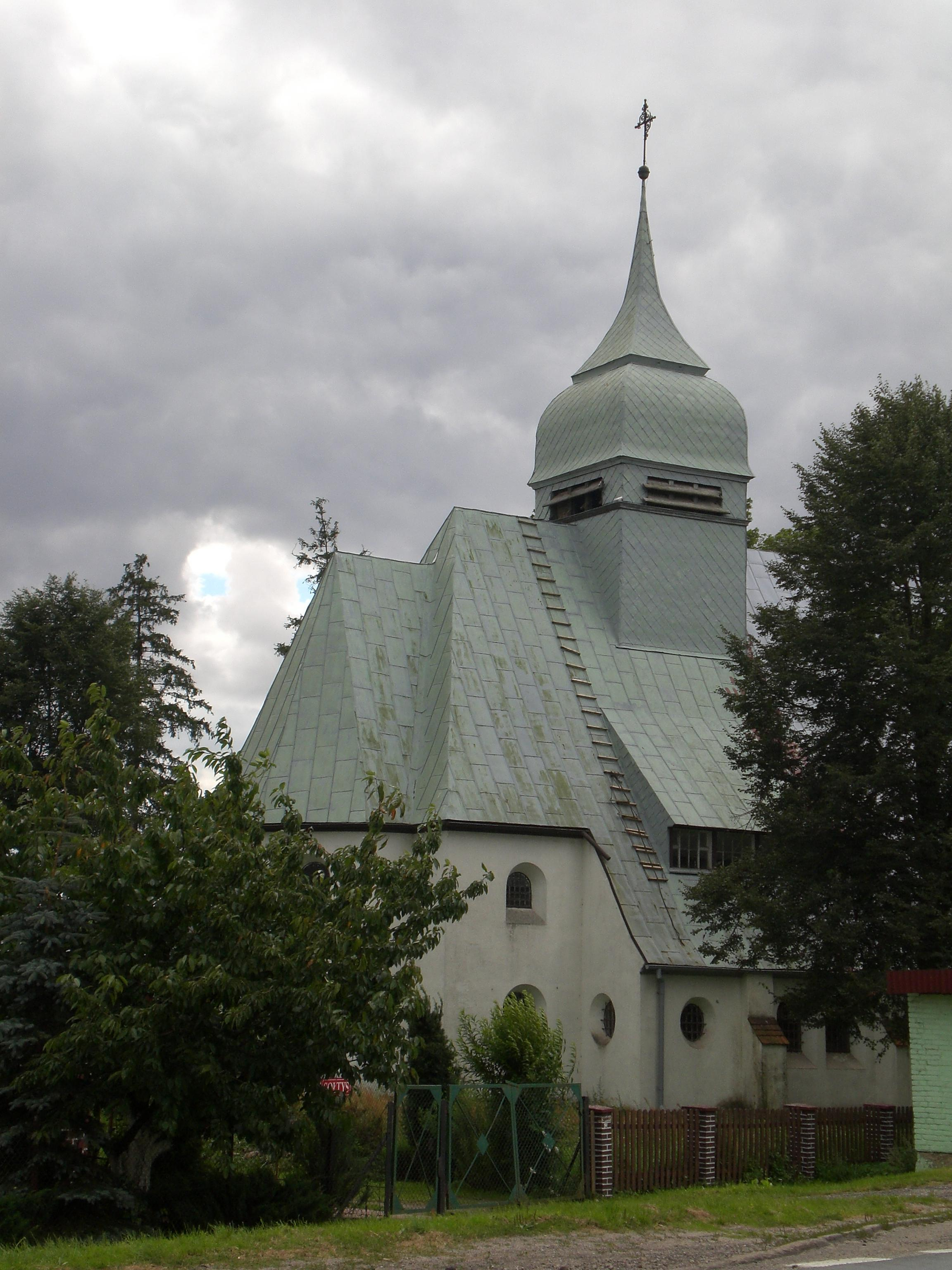
Kirche in Barkowo

Die katholische Kirchengemeinde Christfelde unterhielt eine Filialkirche in Barkenfelde.

## Verkehr
Woiwodschaftsstraße 201: verbindet Barkowo mit dem Dorf Gwda Mała (Klein Küdde) bei Szczecinek. Die Gesamtlänge beträgt 30 Kilometer.